# Mǎnzhōu Dìguó Hǎijūn
La Mǎnzhōu Dìguó Hǎijūn era la marina militare del Manchukuo, organizzata su due reparti, separati sia organizzativamente sia geograficamente: la Forza di difesa fluviale e la Polizia costiera. La Flotta di difesa fluviale venne costituita nel 1932 con le unità della flottiglia dell'Amur per supportare le azioni terrestri giapponesi. La Polizia costiera fu creata principalmente per il controllo delle aree costiere, con equipaggi formalmente misti, ma in prevalenza giapponesi. Per tutta la sua esistenza la marina mancese dipese dai rifornimenti di materiali da parte del Giappone. Con la fine della seconda guerra mondiale e la capitolazione del Giappone la marina del Manchukuo venne sciolta ed i materiali furono integrati parte nella Marina cinese e parte nella Marina sovietica.

## La Flotta di difesa fluviale

### L'origine
Nel 1929 la flotta locale cinese aveva affrontato sull'Amur la Flottiglia dell'Amur sovietica, con risultati disastrosi per i cinesi. All'atto dell'invasione della Manciuria da parte del Giappone i comandi militari superiori avevano lasciato il comando di quanto restava della flotta al capitano di fregata Yin Tsu-ch'ien, fuggendo ed abbandonandolo senza ordini, senza rifornimenti e senza paghe per gli equipaggi. Il Giappone, all'atto dell'invasione, aveva creato un'Organizzazione Speciale Navale Mancese, sotto il comando del contrammiraglio Kobayashi Shozaburo, per integrare le unità navali mancesi nella flotta imperiale dal punto di vista operativo. Il 15 febbraio 1932 il capitano di corvetta Sasaki dell'Organizzazione Speciale Navale prese contatto con Yin Tsu-ch'ien, riuscendo a convincerlo ad entrare al servizio dei giapponesi insieme alle sue cinque cannoniere a ruote. Con queste navi fu costituita il 1º marzo 1932 la Flotta di Difesa Fluviale del Manchukuo.

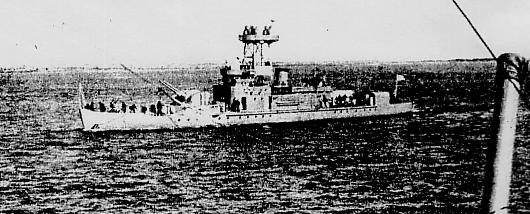
nave " Hai Feng"

### I mezzi
Le prime unità della flotta furono le cinque cannoniere: Li-sui (già Vaterland della Marina Imperiale Tedesca), Li-chi, Chiang-ching, Chiang-pien, Chian-tsung. Erano tutte cannoniere a ruota costruite nei primi anni del secolo, con armamento e corazzatura sovradimensionati rispetto alla potenza dei motori cosicché nessuna delle unità era in grado di superare gli 8 nodi di velocità. Data la deficienza operativa di queste unità il commando giapponese organizzò in appoggio un contingente di 4 (successivamente 6) cannoniere denominato Forza di Spedizione Navale del Sungari con funzioni tanto di appoggio all'esercito giapponese quanto di addestramento degli equipaggi della marina mancese. Nell'aprile del 1933 la Forza di Spedizione Navale del Sungari, l′Organizzazione Speciale Navale mancese e la Flotta di Difesa Fluviale Mancese furono fuse operativamente nella Marina Territoriale Mancese, sotto il comando del contrammiraglio Kobayashi Shozaburo. In questa fase la Flotta di Difesa Fluviale si organizzò su quartier generale, centro addestramento, arsenale navale, depositi munizioni e carburanti (ad Harbin), caserme e tre stazioni di sorveglianza sul Sungari e sull'Amur, creando inoltre anche un corpo di fucilieri di marina.
Nel luglio del 1933 furono varate le vedette Hui-min, En-min e Pu-min, armate solo di due mitragliatrici da 13 mm, ma capaci di muovere a 10 nodi.
Nel 1935, in seguito ad altre acquisizioni, la Flotta di difesa fluviale era organizzata su tre flottiglie: una di 12 unità sul Sungari, una sul Sungari minore di 4 unità ed una di 3 unità sull'Amur.
Nel 1936 entrarono in linea i monitori fluviali Shun-tien Ting-pien, Chin-jen, Yang-min, tutti con una velocità prossima ai 13 nodi, aumentando la potenza della Flotta di difesa fluviale ad un livello tale che alcuni rapporti ipotizzavano la capacità di questa di confrontarsi con la Flottiglia dell'Amur (sovietica). Infatti questa classe costituiva uno sviluppo interessante dei mezzi fluviali, dato che mentre Shun-tien e Yang-min erano armati con un obice da 150 mm, gli altri due monitori erano armati con tre cannoni da 120/50 per uso sia antinave sia contraerei, rendendoli quindi capaci di difendersi da attacchi aerei nel caso di contrasti con le unità sovietiche. In seguito all'esplosione di un proiettile nella volata di un obice da 150 mm, queste armi furono sbarcate e sostituite da cannoni da 80 mm, nel 1944 furono sbarcati anche i cannoni da 120/50 per essere utilizzati come difese contraerei, sostituiti anch'essi da cannoni da 80 mm.
La Marina territoriale mancese venne sciolta il 15 novembre 1938, avendo esaurito il suo compito, e la Flotta di difesa fluviale fu inquadrata nell'Armata del Kwantung, passando quindi alle dipendenze dell'esercito e non più della marina giapponese. La supervisione della flotta mancese fu assunta dal maggiore (successivamente tenente colonnello) Uchida Minoru, che conservò tale incarico fino al 1942. Sotto il controllo dell'esercito fu potenziata la componente dei fucilieri di marina, che arrivarono a 500 uomini, organizzati in 6 compagnie, dislocati a Fu-chin e ad Harbin. Le unità navali vennero organizzate in 5 squadre (ognuna di due unità) e 5 gruppi di cannoniere, che raggruppavano le unità minori.

### Le operazioni
Le unità della Forza di difesa fluviale iniziarono la loro attività operativa già dal 16 aprile 1932, sia operando direttamente contro i centri di resistenza cinesi sia appoggiando gli sbarchi di truppe giapponesi nelle città fluviali sul Sungari.
In seguito ad un accordo con le autorità sovietiche la Forza di difesa fluviale dal 20 luglio 1933 poté operare anche sui fiumi Amur e Ussuri, dove mossero con 6 unità (Li-sui, capo flotiglia, Chiang-pien, Chiang-ching, En-min, Hui-min e Pu-min). Nel corso di queste operazioni la flottiglia fu impegnata in veri e propri combattimenti a Hu-lin, dove conseguirono un netto successo, catturando alcuni natanti e liberando alcuni prigionieri.
A partire dal 1936 iniziò una fase operativa che prevedeva il rischio di un confronto con l'Unione Sovietica, che portò fino alla guerra non dichiarata del 1939, che ebbe esiti negativi per il Giappone. Comunque nel periodo fra il 1933 ed il 1943 ci furono ben 1300 "incidenti" fra Unione Sovietica e Giappone ai confini del Manchukuo. In questi incidenti la Flotta di difesa fluviale fu coinvolta il 20 giugno 1937, quando si scontrò con cannoniere sovietiche sull'Amur, incidente che si concluse con l'affondamento di una cannoniera sovietica e qualche decina di caduti da entrambe le parti e che portò ad un accordo siglato il 3 luglio successivo fra russi e giapponesi.

## La Polizia costiera
La Polizia costiera, successivamente Forza di polizia delle coste marittime mancese estendeva la sua autorità sia sulle aree costiere sia sul fiume Liao Ho. Era costituito da un comando e tre divisioni (navale, terrestre ed aerea), più due squadre per la sorveglianza in alto mare. La Forza di polizia era sotto il controllo totale della marina nipponica, che preferiva tenere personale giapponese sulle unità formalmente tenute dall'elemento mancese
L'unità più grande della forza era il guardacoste Hai-wei (già cacciatorpediniere giapponese Kashi) classe Momo, varato nel 1916 ed armato con tre cannoni da 120/45 e 6 tubi lanciasiluri 457 mm, dislocava 835 t ed aveva una velocità di 31,5 nodi. Nel giugno 1942 fu ripreso in forza dalla Flotta Imperiale e andò perduto per attacco aereo il 10 ottobre 1944.

## La fine della marina mancese
Il 7 agosto 1945 la nave rifornimento Hai-wai, della Forza di polizia delle coste marittime venne silurata da un sommergibile di nazionalità sconosciuta, che le aveva lanciato due siluri. Il siluro che non aveva colpito la nave, arenatosi su una spiaggia sabbiosa, fu esaminato dalle autorità giapponesi e non rivelò nessuna caratteristica comune con i siluri statunitensi.
Il 9 agosto 1945 l'Unione Sovietica dichiarava guerra al Giappone ed iniziava l'invasione del Manchukuo. L′armata del Kwantung e l'esercito mancese, surclassati dalle forze sovietiche in termini di uomini, di carri armati, di artiglierie e di aerei non furono in grado di opporre che una resistenza simbolica. La Flotta di difesa fluviale fu richiamata ad Harbin per difendere la città, ma la flotta cominciò a risentire di rese e diserzioni. La componente mancese della flotta spesso si ribellò agli ufficiali giapponesi e tentò di entrare in contatto con le forze cinesi, mentre alcuni reparti, che tentarono di accordarsi con i sovietici, furono passati per le armi.
La maggior parte delle navi mancesi fu catturata e riutilizzata dai sovietici, in alcuni casi fino agli anni settanta. Le altre unità furono incorporate dalle forze comuniste cinesi.

## Unità del Mǎnzhōu Dìguó Hǎijūn

### Forza di difensa costiera
- Quartier generale: Base navale di Yingkou, Fengtieng
- Base secondaria: Base navale di Hulutao, Fengtieng
  - Nave ammiraglia: DD Hai Wei
- 2ª Divisione di pattuglia (mar)
  - YP Hai Lung
  - YP Hai Feng
  - YP Li Sui
  - YP Lin Chi
- 3ª Divisione di pattuglia (mar)
  - YP Kuan Ning
  - YP Kuan Ching
  - YP Chian Tung
- 4ª Divisione di pattuglia (mar)
  - YP Hai Kuang
  - YP Hai Jui
  - YP Hai Jung
  - YP Hai Hua
- 5ª Divisione di pattuglia (mar)
  - YP Daichii
  - YP Kaihen
  - YP Kaini
  - YP Ta Tung
  - YP Li Ming

### Pattuglia di difesa fluviale del Manchukuo
- Base di Yingkou y Antung, Fengtieng
- 1ª divisione di pattuglia (fiume Sungari)
  - PR Ting Pien
  - PR Ching Hen
  - PR Shun Tien
  - PR Yan Ming